# ناحیه متیاری
ناحیه متیاری (به انگلیسی: Matiari District) یکی از ناحیه‌های پاکستان در پاکستان است که در ماتیاری واقع شده‌است. ناحیه متیاری ۱٬۴۱۷ کیلومتر مربع مساحت و ۷۶۹٬۳۴۹ نفر جمعیت دارد.